# Kokkosaari (ö i Kajanaland, Kajana, lat 64,49, long 28,10)
Kokkosaari är en ö i Finland. Den ligger i sjön Iijärvi och i kommunen Ristijärvi i den ekonomiska regionen  Kajana ekonomiska region  och landskapet Kajanaland, i den centrala delen av landet, 500 km norr om huvudstaden Helsingfors. Öns area är 0,1 hektar och dess största längd är 70 meter i sydöst-nordvästlig riktning.